# PARM 1, PARM 2 (mines)
La PARM 1, DM 12 est une mine antichar directionnelle employant une ogive à charge creuse fabriquée en Allemagne durant la fin du XXe S.

## PARM 1
Conçue par Messerschmitt-Bölkow-Blohm dans le contexte de la guerre froide, elle est testée entre 1983 et 1988. Elle est livrée à partir de 1991 et sa production s’arrête en 1998. Elle utilisée pendant l'invasion russe de l'Ukraine en 2022 suite à des dons de l'Allemagne aux forces armées ukrainiennes.

## PARM 2

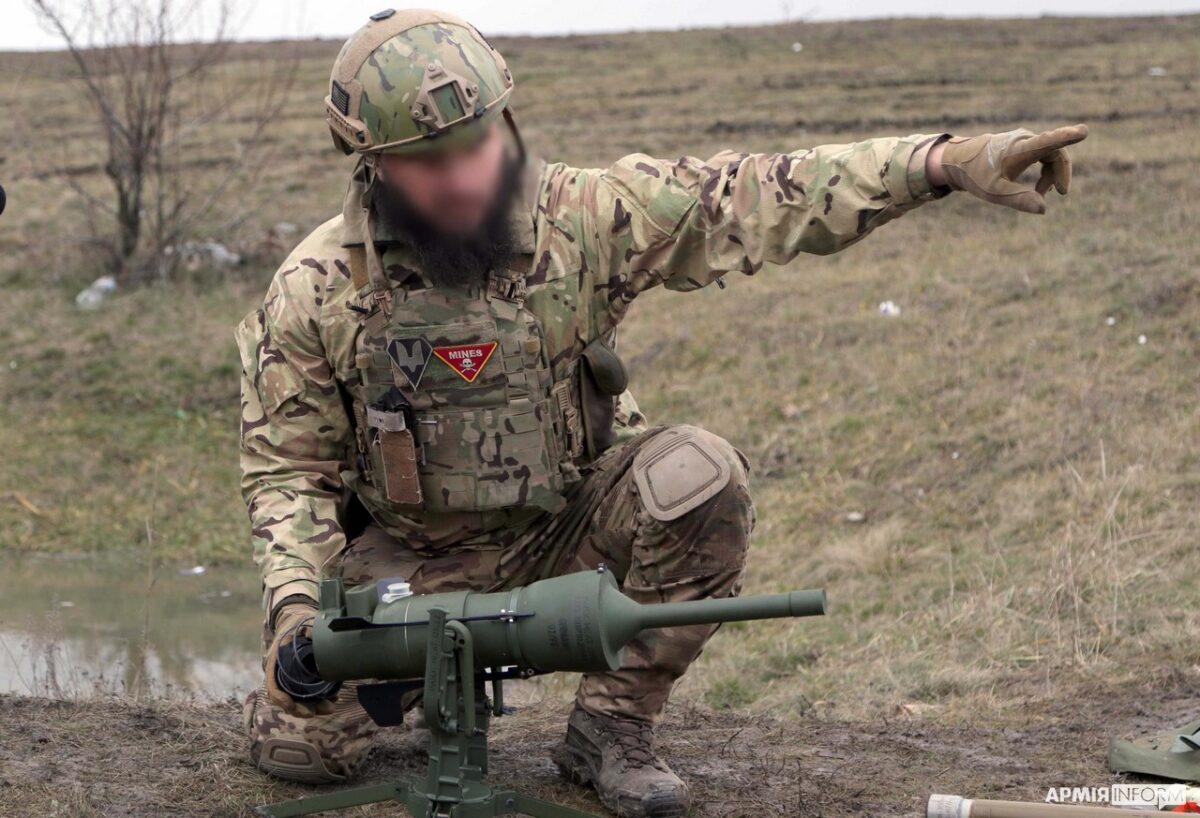
Une DM-22 en Ukraine.

Elle est déclinée en PARM 2, DM 22, avec un capteur plus complexe, d'une portée effective de 100 mètres m, une pénétration améliorée, et un dispositif de neutralisation après 40 jours. Cette version est construite à partir de 1997.
Der Spiegel estime que 1 600 DM22 ont été livrés à l'Ukraine début mai 2022.
La production reprend en novembre 2023 après plus de vingt ans d’arrêt pour les forces armées de l’Allemagne (2 600 mines plus 10 000 en option), puis pour de la Lettonie et de la Norvège suite à un achat commun fin 2024, Il est prévue, début 2025, que les premiers exemplaires soient livrés à la Bundeswehr en 2027.